# Paul Murry
Paul Murry (ur. 25 listopada 1911, zm. 4 sierpnia 1989) – amerykański rysownik tworzący kreskówki oraz komiksy. Najbardziej znany jest z komiksów publikowanych przez amerykańskie wydawnictwa Dell Comics oraz „Gold Key Comics” w latach 1946–1984.
Jak wielu rysowników komiksowych zatrudnionych w Disneyu, swoją karierę zaczynał od pracy w Walt Disney Studios. Podczas pracy w tym studium był on asystentem animatora Freda Moore’a. W latach 40 XX w. Murry rysował paski niedzielne, m.in.:. „Sunday Uncle Remus and His Tales of Brer Rabbit” publikowane od 14 października 1945 r. do 14 lipca 1946 r. Po opuszczeniu studia w 1946 r. rozpoczął pracę w Western Publishing, który zajmował się tworzeniem komiksów z postaciami disnejowskimi. Po raz pierwszy jego komiks narysowany dla tego wydawnictwa ukazał się w numerze Dell Four Color 129 (1946).
Paul Murry jest najbardziej znany z komiksów opowiadający o Myszce Miki i postaciach jej pokrewnych. Wymienić tu można długie komiksy z Myszką Miki i Goofim ukazujące się w amerykańskich magazynach: Walt Disney's Comics and Stories oraz Mickey Mouse Magazine. Do wielu z tych komiksów scenariusze napisał Carl Fallberg. Pierwszym komiksem Murrego w którym wystąpił Miki był komiks „The House of Mystery”. Był on jednym z rysowników tego komiksu (narysował jedynie 7 pasków). Ilustrował również komiksy z Kaczorem Donaldem, Sknerusem Mckwaczem, Królikiem Spryciulą, The Sleuth oraz z innymi postaciami Disneya. Często w komiksach Murrego występował też Fantomen oraz Super Goofy.
Ponadto Murry rysował również komiksy niedisnejowskie min:. komiksy z Woodim Woodpeckerem, paski komiksowe z Buck O'Rue oraz pracował też przy niektórych kreskówkach.

## Twórczość Murrego w Polsce
Twórczość Murrego jest stosunkowo mało znana w Polsce. W Polsce wydano ok. 40 jego historyjek głównie w magazynie Kaczor Donald. Były to jednak przede wszystkich historyjki krótkie.
W Polsce wydano tylko 3 jego historyjki, które miały ponad 20 stron a były to: „Pod Piracką Banderą” (KD 2010 17/18), „Stary Wiking i morze” (KD 2012/27) oraz „Między nami piratami” (Kaczor Donald 2015-06).